# Liste der Naturdenkmale im Amt Carbäk
Die Liste der Naturdenkmale im Amt Carbäk nennt die Naturdenkmale im Amt Carbäk im Landkreis Rostock in Mecklenburg-Vorpommern.

## Broderstorf
| Bild | Nr.         | Bezeichnung          | Standort                                      | Beschreibung | Schutzzweck | Verordnung                                                           |
| ---- | ----------- | -------------------- | --------------------------------------------- | ------------ | ----------- | -------------------------------------------------------------------- |
| BW   | nd_dbr_043  | Moor bei Rothbeck    | Steinfeld (54° 6′ 27″ N, 12° 19′ 55,6″ O)     |              |             | Beschluss des Rates des Kreises Rostock Nr. 145-22/86 vom 23.10.1986 |
| BW   | fnd_dbr_046 | Feuchtwiese Ikendorf | Broderstorf (54° 4′ 28,2″ N, 12° 16′ 31,4″ O) |              |             | Beschluss des Rates des Kreises Rostock Nr. 145-22/86 vom 23.10.1986 |

## Poppendorf
| Bild | Nr. | Bezeichnung | Standort                                    | Beschreibung | Schutzzweck | Verordnung                                                                            |
| ---- | --- | ----------- | ------------------------------------------- | ------------ | ----------- | ------------------------------------------------------------------------------------- |
| BW   |     | Findling    | Bussewitz (54° 7′ 29,6″ N, 12° 18′ 41,4″ O) |              |             | 1. Nachtragsverordnung zur Sicherung von Naturdenkmalen im Kreise Rostock, 11.11.1939 |

## Roggentin
In diesem Ort sind keine Naturdenkmale bekannt.

## Thulendorf
| Bild | Nr.         | Bezeichnung     | Standort                          | Beschreibung | Schutzzweck | Verordnung                                                           |
| ---- | ----------- | --------------- | --------------------------------- | ------------ | ----------- | -------------------------------------------------------------------- |
| BW   | fnd_dbr_042 | Os Neufienstorf | (54° 5′ 58,9″ N, 12° 17′ 38,4″ O) |              |             | Beschluss des Rates des Kreises Rostock Nr. 145-22/86 vom 23.10.1986 |